# Soera De Splijting
Soera De Splijting is de 82e soera van de Koran.
De soera is vernoemd naar het splijten van de aarde op de Dag des oordeels, genoemd in het eerste vers, of aya. De soera noemt meerdere voorvallen van deze dag. Ook spreekt de soera over het verwerpen van het geloof hierin door velen.